# Mjölsvärting
Mjölsvärting (Lyophyllum semitale) är en svampart som först beskrevs av Elias Fries, och fick sitt nu gällande namn av Kühner ex Kalamees 1994. Mjölsvärting ingår i släktet Lyophyllum och familjen Lyophyllaceae.  Arten är reproducerande i Sverige. Inga underarter finns listade i Catalogue of Life.